# Wilsonov izrek
Wilsonov izrek v teoriji števil pravi, da je naravno število n > 1 praštevilo, če in samo če je zmnožek vseh naravnih števil, ki so manjša od n za ena manj od mnogokratnika od n. To pomeni, da (z uporabo zapisa modularne aritmetike) fakulteta {\displaystyle (n-1)!=1\cdot 2\cdot 3\cdot \cdots \cdot (n-1)} v izreku:
{\displaystyle (n-1)!\ \equiv \;-1{\pmod {n}}\!\,}
velja, ko je n praštevilo. Z drugimi besedami, vsako število n je praštevilo, če in samo če je (n − 1)! + 1 deljivo z n.

## Zgodovina
Izrek je odkril Ibn Al Haitam (ok. 1000 n. št.) in John Wilson v 18. stoletju. Edward Waring je izrek oznanil leta 1770, toda nihče ga ni znal dokazati. Prvi dokaz je podal Lagrange leta 1771. Obstajajo dokazi, da je dokaz že eno stoletje prej vedel Leibniz, toda ga ni nikoli objavil.

## Primer
Za vsako izmed vrednosti n od 2 do 30, podaja sledeča tabela število (n − 1)! in ostanek pri deljenju (n − 1)! z n. (V modularni aritmetiki se ostanek števila m pri deljenju z n zapiše m mod n.) Barva ozadja je modra za praštevila od n in zlata za sestavljena števila.
| {\displaystyle n} | {\displaystyle (n-1)!} (OEIS A000142) | {\displaystyle (n-1)!\ {\bmod {\ }}n} (OEIS A061006) |
| ----------------- | ------------------------------------- | ---------------------------------------------------- |
| 2                 | 1                                     | 1                                                    |
| 3                 | 2                                     | 2                                                    |
| 4                 | 6                                     | 2                                                    |
| 5                 | 24                                    | 4                                                    |
| 6                 | 120                                   | 0                                                    |
| 7                 | 720                                   | 6                                                    |
| 8                 | 5040                                  | 0                                                    |
| 9                 | 40320                                 | 0                                                    |
| 10                | 362880                                | 0                                                    |
| 11                | 3628800                               | 10                                                   |
| 12                | 39916800                              | 0                                                    |
| 13                | 479001600                             | 12                                                   |
| 14                | 6227020800                            | 0                                                    |
| 15                | 87178291200                           | 0                                                    |
| 16                | 1307674368000                         | 0                                                    |
| 17                | 20922789888000                        | 16                                                   |
| 18                | 355687428096000                       | 0                                                    |
| 19                | 6402373705728000                      | 18                                                   |
| 20                | 121645100408832000                    | 0                                                    |
| 21                | 2432902008176640000                   | 0                                                    |
| 22                | 51090942171709440000                  | 0                                                    |
| 23                | 1124000727777607680000                | 22                                                   |
| 24                | 25852016738884976640000               | 0                                                    |
| 25                | 620448401733239439360000              | 0                                                    |
| 26                | 15511210043330985984000000            | 0                                                    |
| 27                | 403291461126605635584000000           | 0                                                    |
| 28                | 10888869450418352160768000000         | 0                                                    |
| 29                | 304888344611713860501504000000        | 28                                                   |
| 30                | 8841761993739701954543616000000       | 0                                                    |

## Uporaba

### Praštevilski testi
V praksi je Wilsonov izrek neuporaben kot praštevilski test, saj je izračun (n − 1)! modula n za velik n izračunljivo zelo kompleksen, obstajajo pa tudi veliko hitrejši praštevilski testi (še poskusno deljenje je veliko hitreje).

### Kvadratni ostanki
Z uporabo Wilsonovega izreka za katerokoli praštevilo p = 2m + 1 se lahko preoblikuje levo stran kongruence:
{\displaystyle 1\cdot 2\cdots (p-1)\ \equiv \ -1\ {\pmod {p}}\!\,,}
da se dobi kongruenco:
{\displaystyle 1\cdot (p-1)\cdot 2\cdot (p-2)\cdots m\cdot (p-m)\ \equiv \ 1\cdot (-1)\cdot 2\cdot (-2)\cdots m\cdot (-m)\ \equiv \ -1{\pmod {p}}\!\,.}
To postane:
{\displaystyle \prod _{j=1}^{m}\ j^{2}\ \equiv (-1)^{m+1}{\pmod {p}}\!\,,}
ali:
{\displaystyle (m!)^{2}\equiv (-1)^{m+1}{\pmod {p}}\!\,.}
To dejstvo se lahko uporabi za dokaz dela slavnega rezultata: za katerokoli praštevilo p, za katerega velja p ≡ 1 (mod 4), je število (−1) kvadrat (kvadratni ostanek) mod p. Predpostavi se, da je p = 4k + 1 za neko celo število k. Potem se lahko vzame m = 2k zgoraj in sklepa, da je (m!)2 kongruentno (−1).

### Formule praštevil
Wilsonov izrek se uporablja tudi za konstrukcijo formul za praštevila, toda je prepočasen za praktično uporabo.

### p-iška funkcija gama
Wilsonov izrek se uporablja za definiranje p-iške funkcije gama.

## Gaussova posplošitev
Gauss je dokazal, da velja:
{\displaystyle \prod _{k=1 \atop \gcd(k,m)=1}^{m}\!\!k\ \equiv {\begin{cases}-1{\pmod {m}}&{\text{če }}m=4,\;p^{\alpha },\;2p^{\alpha }\\\;\;\,1{\pmod {m}}&{\text{sicer}}\end{cases}}}
kjer predstavlja p liho praštevilo in {\displaystyle \alpha } naravno število. Vrednosti od m za produkt −1 so tiste, kjer je primitivni koren modula m.
To se še naprej posploši v dejstvo, da je v katerikoli končni Abelovi grupi ali produkt vseh elementov identiteta ali je natanko eden element a reda 2 (a ne oboje). V zadnjem primeru, je produkt vseh elementov enak a